# Фрир, Чарльз Лэнг
Чарльз Лэнг Фрир (англ. Charles Lang Freer; 25 февраля 1854 — 25 сентября 1919) — американский промышленник, коллекционер произведений искусства и меценат. Был известен своей обширной коллекцией восточноазиатского, американского и ближневосточного искусства. В 1906 году Фрир пожертвовал свою коллекцию Смитсоновскому институту, став первым американцем, завещавшим частную коллекцию Соединённым Штатам. Для размещения таких объектов, как «Павлинья комната» Джеймса Уистлера, Фрир финансировал строительство Галереи искусств Фрир в Вашингтоне, округ Колумбия.

## Биография

### Ранний период
Чарльз Лэнг Фрир родился в Кингстоне, штат Нью-Йорк, США, в 1856 году в небогатой семье. Был третьим из шести детей. Мать Фрира умерла, когда ему было четырнадцать лет. После седьмого класса Фрир бросил школу и устроился на работу на цементный завод. В начале 1870-х годов Фрир был замечен Фрэнком Дж. Хекером, тогдашним генеральным управляющим Нью-Йоркской, Кингстонской и Сиракузской железных дорог, когда он работал клерком в магазине. Хекер извлёк выгоду из бухгалтерских и организационных навыков Фриера, наняв молодого человека своим казначеем и бухгалтером в 1874 году. :17 В 1870-х годах группа инвесторов из Детройта решила построить железнодорожную линию в Логанспорте, штат Индиана и они наняли Хекера для управления проектом, который привёл с  собой молодого Фрира.

### Промышленность, железные дороги и выход на пенсию
В 1879 году, используя связи в железнодорожном бизнесе, и финансовую поддержку группы Кристиана Х. Буля, Джеймса Джоя, Расселла Элджера, Джеймса Макмиллана и Аллана Шелдена, Фрир и Хеккер переехали в Детройт, где  в 1885 году они создали компанию Peninsular Car Company. Этот бизнес сделал обоих богатыми, и Peninsular стал вторым по величине производителем вагонов и поездов в Детройте. В 1892 году Peninsular объединился с Michigan Car Company, захватив большую часть рынка вагонов в Детройте. В то время, Michigan-Peninsular Car был крупнейшим производителем Мичигана. Семь лет спустя, в 1899 году, Фрир организовал слияние 13 компаний, создав в 1899 году компанию American Car and Foundry. 

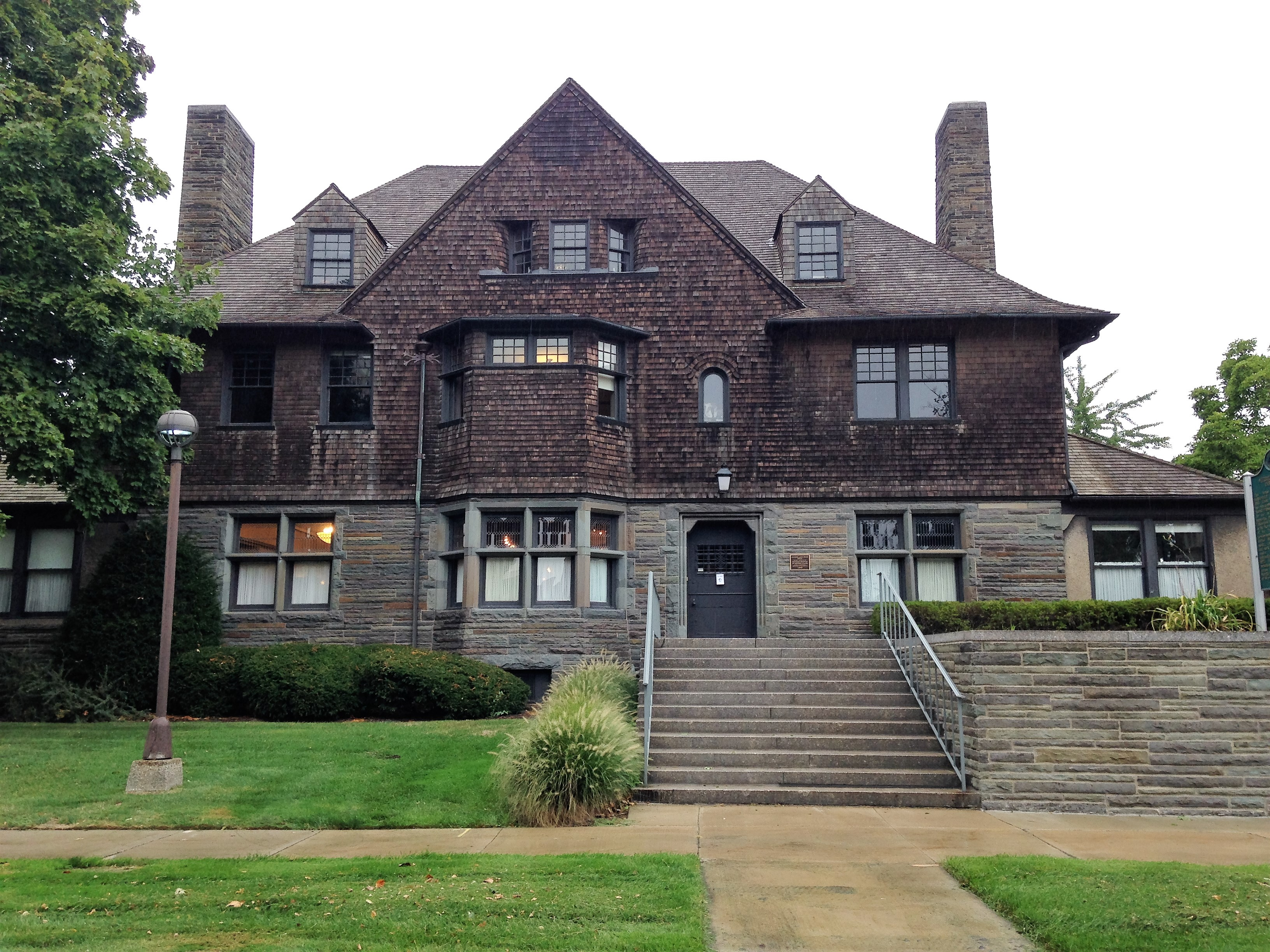
Дом Чарльза Фрира, Детройт, Мичиган

В конце XIX века здоровье Фриера стало ухудшаться. Экономическая депрессия 1890-х годов в сочетании со внутрикорпоративными конфликтами стали причиной  неврастенией у Фрира :78. Лечение неврастении включало длительные периоды отдыха, и мужчин поощряли заниматься деятельностью в дикой местности. Лечение Фрира включало выезды в канадскую дикие леса и горы Катскиллс . :79 Помимо путешествий, как средства терапии, в 1880-х годах Фрир начал коллекционировать произведения искусства :8. В 1899 году Фрир ушёл из бизнеса, сосредоточив свои усилия на коллекционировании искусства и путешествиях.

### Кончина
Фрир умер в 1919 году во время пребывания в отеле Gotham (находится на пересечении Пятой авеню и 55-й улицы) в Нью-Йорке. Причина смерти описана как приступ апоплексии. Он завещал большую часть своей коллекции произведений искусства, включающую более 5000 предметов, федеральному правительству. В настоящее время коллекция хранится в Галерее искусств Фрир, Смитсоновского института. У Фрира не было ни жены, ни детей.

## Коллекция произведений искусства

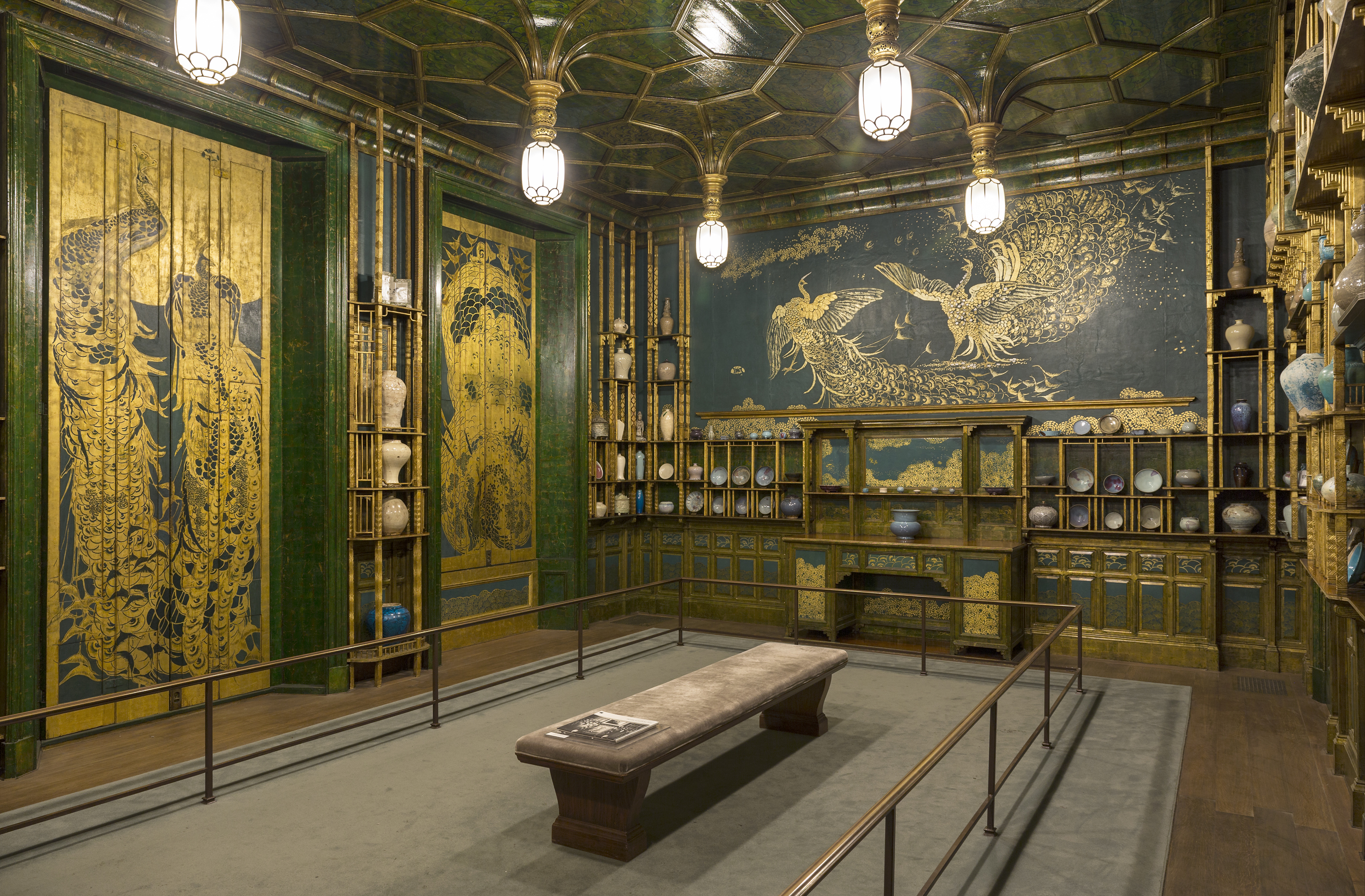
Джеймс Макнил Уистлер, Павлинья комната, 1876-1877, Кожа, дерево, масло, холст, Художественная галерея Фрира

Фрир известен своей коллекцией американской живописи и азиатского искусства конца XIX века, собранной, в основном, после его ухода на пенсию в 1899 году. Промышленник начал собирать произведения искусства и гравюры шестнадцатью годами ранее, в 1883 году, когда приобрёл коллекцию гравюр старых мастеров у нью-йоркского дилера Фредерика Кеппела. Некоторое влияние на формирование коллекция оказали художник Джеймс Уистлер, подтолкнувший Фрира к коллекционированию азиатских предметов и философ Эрнест Феноллоза, идеи которого помогли сформировать взгляды Фрира на коллекционирование :8.

### Фрир и Уистлер
Интерес Фрира к Уистлеру зародился в 1887 году в холостяцкой квартире в Нью-Йорке, принадлежавшей адвокату и коллекционеру произведений искусства Говарду Мэнсфилду По словам Мэнсфилда, когда Фрир увидел офорты Уистлера, его сразу же привлекли произведения художника :16. Спустя три года, в 1890 году, Фрир представился Уистлеру во время своей  первой поездки в Лондон. Вскоре художник и промышленник подружились, проводя много времени в путешествиях. В этот период Фрир также начал собирать то, что в конечном итоге станет самой большой коллекцией произведений Уистлера в мире. Эти двое оставались близкими друзьями и доверенными лицами до смерти Уистлера в 1903 году.
Уистлеру приписывают роль вдохновителя коллекционирования Фриром японских гравюр и картин. Хотя искусствоведы не единодушны в причинах того, почему Фрир начал собирать азиатское искусство, записи указывают, что его первая покупка, веерная живопись школы Римпа, произошла в 1887 году, за несколько лет до знакомства с Уистлером :10. Нет никаких оснований полагать, что Уистлер не повлиял на вкус Фрира в данном вопросе. Однако влияние Уистлера, может быть замечено в работах других американских художниках, собранных Фриром. Помимо Уистлера, Фрир собрал большие коллекции художников Дуайта Трайона, Эббота Тейера, Томаса Дьюинга и Фредерика Чёрча. Трайон, Тейер, Дьюинг и Уистлер внесли свой художественный вклад в детройтский особняк Фрира, спроектированный архитектором-эстетиком Уилсоном Эйром в 1890 году.

### Фрир и Феноллоза
Хотя они встретились в начале 1890-х годов, только в 1901 году Фрир установил важные отношения с Эрнестом Феноллозой, сыном испанского иммигранта, и авторитетным искусствоведом, специалистом по Китаю и Японии. Феноллоза, который жил и работал в Японии с 1880 по 1890 год, преподавал философию и логику в Имперском университете Токио :11. Во время своего пребывания в Японии Феноллоза изучал историю искусств, критику и методологию и применял то, что он узнал, к искусству и культуре Японии. Феноллоза широко публиковался как на английском, так и на японском языках, и в 1889 году Музей изобразительных искусств Бостона предложил ему кураторство недавно созданного отдела японского искусства :12. Развод Феноллозы со своей женой в 1895 году привёл к его последующей отставке из Музея изящных искусств в Бостоне летом 1896 года :14.
В течение почти десяти лет, Феноллоза консультировал Фрира по вопросам искусства. С 1901 по 1908 год Фреер приобрёл большинство японских и китайских картин, которые он позже подарит Смитсоновскому музею :17. Их партнёрство было прибыльным, так как советы Феноллозы дали Фриру преимущество на всё более конкурентном рынке искусства :68. Взамен Фрир организовывал выступления Феноллозы :67.

### Философия коллекционирования Фрира
В своей книге «Фрир: наследие искусства» Томас Лоутон и Линда Меррилл описывают философию Фрира как систему, в которой «шедевр не требует ни объяснения, ни культурного контекста для передачи своего послания: его важность заключается в его эстетической целостности, а не в доказательстве того что он может  сообщить о религиозных, социальных, политических или экономических проблемах». Это убеждение подтверждается предпочтением Фриром искусных работ, которые противоречили простому анализу. :64 Фрир также вёл себя не так как другие коллекционеры и меценаты того времени. Помимо покупки работ, Фрир устанавливал дружеские отношения с художниками, которых он поддерживал, и предоставлял работы из своих коллекций для выставок, чтобы обеспечить наибольшее профессиональное знакомство с художниками в его собрании :59–60. Есть также упоминания того, что Фрир задумывался о музейном проекте задолго до того, как он был предложен Смитсоновскому институту. Летом 1900 года Фрир путешествовал в Европе, объехав Венецию, Мюнхен, Нюрнберг, Дрезден, Берлин, Гамбург и Кёльн . Находясь в этих городах, он посещал крупные этнологические музеи, где рисовал планы этажей и писал заметки в журнале. :16

### Размер коллекции

Джеймс Макнил Уистлер, Принцесса из страны фарфора, 1863-1865, масло, Галерея искусств Фрира.

Первоначальный дар Смитсоновскому институту состоял из 2250 предметов. А в 1920 году, после его смерти, из Детройта в Вашингтон, округ Колумбия, были переданы ещё 9500 предметов. Среди этих работ были 1189 произведений Уистлера, самая большая коллекция произведений художника в мире, 3400 китайских произведении искусства, 1863 японских, 1697 египетских, 513 из Индии и Ближнего Востока, 451 из Кореи, 200 работ американских мастеров XIX-го века, и 200 других предметов. Музей продолжил приобретать новые работы, добавив почти 2000 предметов за следующие пятьдесят лет. Историк Уоррен Коэн приходит к выводу, что Фрир и Фергюсон были в первую очередь ответственны за «золотой век» восточноазиатского коллекционирования произведений искусства. Деньги, вкус и знакомства Фрира позволили публике увидеть и изучить гораздо более разнообразные произведения искусства и повлияли на смещение американского вкуса от декоративных произведений.

## Галерея искусств Фрира

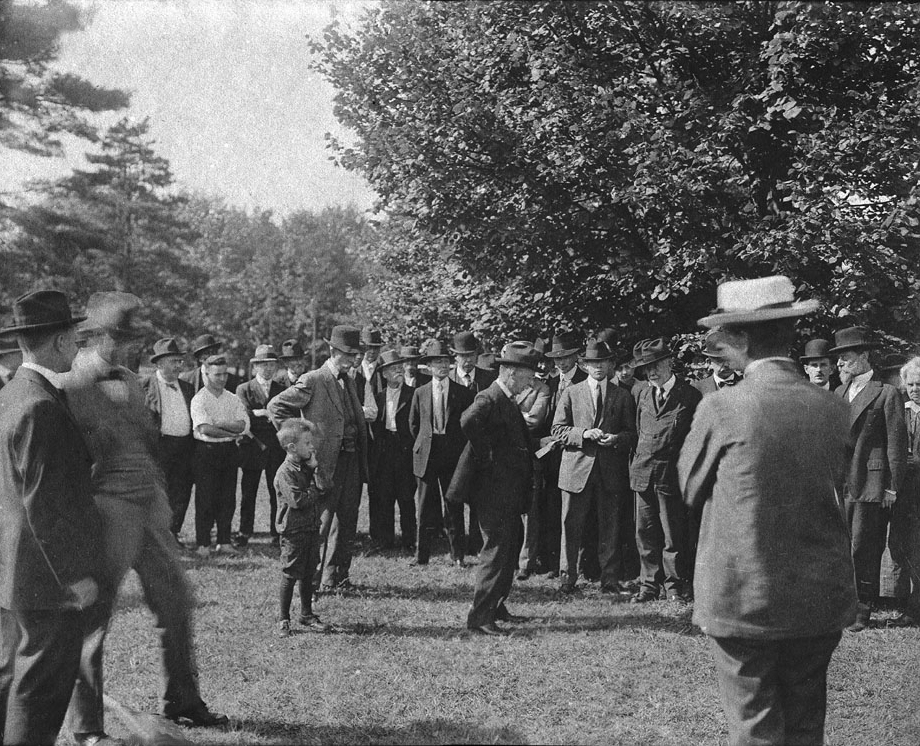
Церемония закладки фундамента художественной галереи Фрира в 1916 году

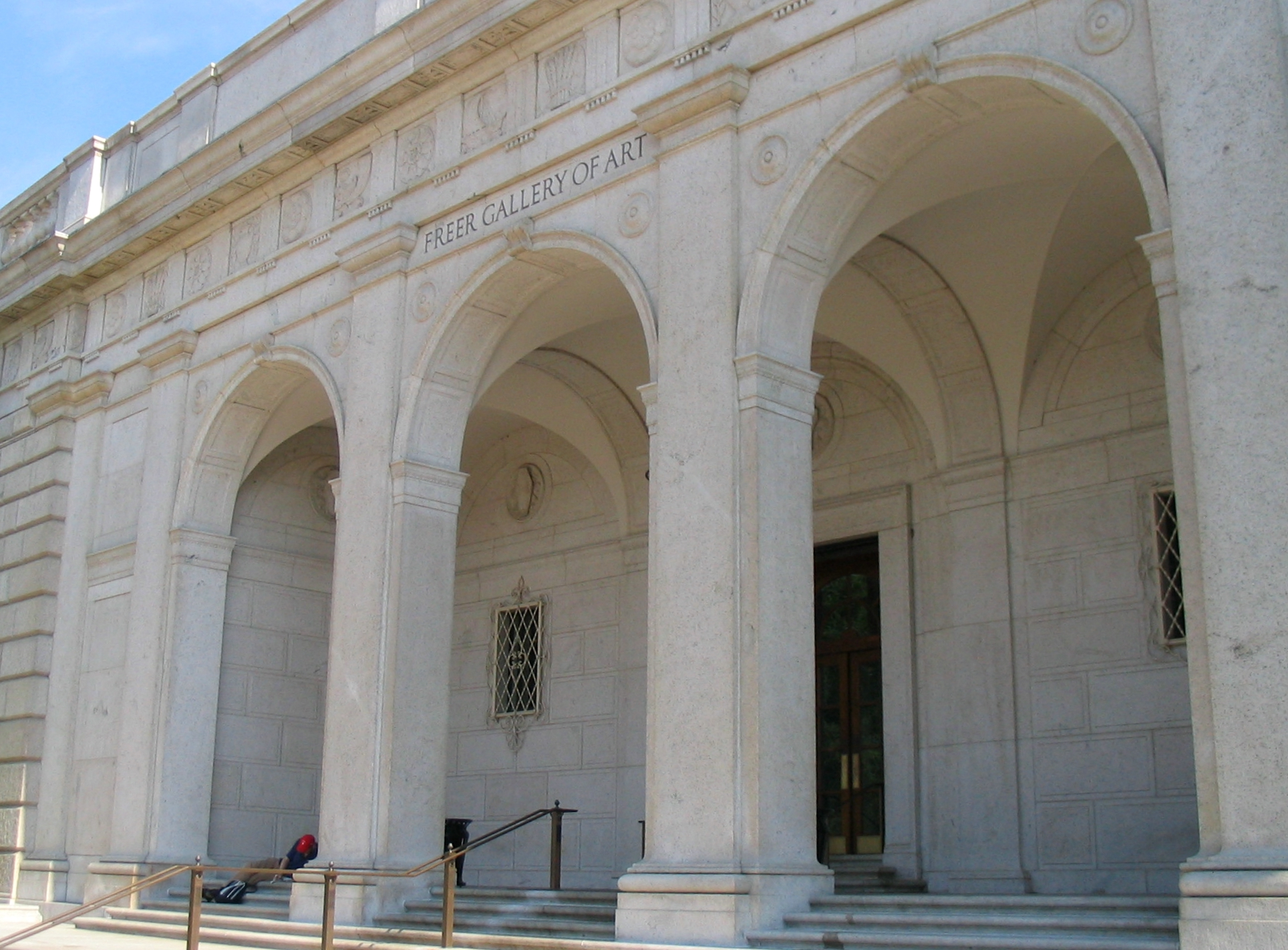
Экстерьер галереи Фрира, входящей в состав Смитсоновского института

15 декабря 1905 года Фрир направил президенту США Теодору Рузвельту письмо, в котором изложил своё первоначальное предложение о завещании коллекции. Джеймс Макмиллан, друг Фриера, американский сенатор и партнёр в Michigan Car Company, отстаивал идею превращения Вашингтона в красивую столицу. Его влияние помогло дать ход предложению Фриера в Вашингтоне. Переговоры продолжались в течение следующих пяти месяцев, на какое-то время застопорившись благодаря Сэмюэлю П. Лэнгли, директору Смитсоновского института. Но в мае 1906 года члены совета Смитсоновского института приняли дар Фрира от имени правительства Соединённых Штатов :380.
Дар Фрира, состоявший не только из его коллекции, но и здания и эндаументом, был первым в своём роде в истории США :385.
В 1918 и 1919 годах Фрир внёс несколько изменении в своё завещание, ещё более укрепив структуру, созданную им в дар 1906 года. Первое изменение описывало наём профессионального куратора для коллекции, заработную плату которого будут обеспечивать дивиденды от акции Фрира. Меценат выделил два дополнительных фонда для украшения и содержания музейных площадок, в частности внутренних и наружных декоративных садов. Фрир поручил, чтобы оставшиеся доходы от его имущества продолжали поддерживать стипендию для изучения Азии и Ближнего Востока и использовались для приобретения новых работ из Азии, Египта и Ближнего Востока. Все новые приобретения должны быть одобрены Национальной комиссией по изобразительному искусству и группой близких друзей и доверенных лиц коллекционера :385.
Фрир ввёл также ряд строгих ограничении: музей не может принимать в подарок произведения искусства для постоянной коллекции. В музее также запрещено выставлять произведения искусства, которые не были частью постоянной коллекции. Наконец предметы из постоянной коллекции запрещено сдавать в аренду:387.
В 1916 году началось строительство так называемой галереи Фрир в Вашингтоне. Затраты на строительство составили один миллион долларов, которые покрыл Фрир. Строительство затянулось из-за Первой мировой войной, и галерея была открыта в 1923 году.

## Другая деятельность
Фрир известен не только тем, что был промышленником и коллекционером произведений искусства, но и заядлым писателем. Его личные сообщения (письма и телеграммы) между ним и Уистлером были опубликованы и являются легендарными в арт-сообществе. Он также поделился многолетними связями между собой и другими важными американскими коллекционерами и меценатами.
Несколько из этих ранних покровителей создали коллекции, похожие по важности (возможно не по объёму) на коллекции Фрира. Например:Коллекция Филлипса, Коллекция Весса, Коллекция Рузвельта и другие.
«Детройтский ящик века», капсула времени, содержит письмо, написанное Фриром в 1900 году.